# Lebinthus kolombara
Lebinthus kolombara är en insektsart som beskrevs av Robillard 2010. Lebinthus kolombara ingår i släktet Lebinthus och familjen syrsor. Inga underarter finns listade i Catalogue of Life.